# Faustin Merle
Pour les articles homonymes, voir Merle.
Faustin Merle, né le 24 janvier 1892 à Orx (Landes) et mort au même lieu le 5 juin 1968, est un homme politique français.

## Biographie
Fils de cultivateur, Faustin Merle est mobilisé lors de la Première Guerre mondiale, au cours de laquelle il est décoré de la Croix de guerre. Agent des contributions indirectes, il s'engage à l'Association républicaine des anciens combattants (ARAC) et au Parti communiste dont il est membre en 1936.
Le 19 décembre 1946, les députés l'élisent au Conseil de la République. Il y siège au sein du groupe communiste et fait preuve d'une activité intense. Candidat dans le département des Landes, le 8 novembre 1948, il est battu lors du renouvellement du Sénat.